# Lee Ranaldo

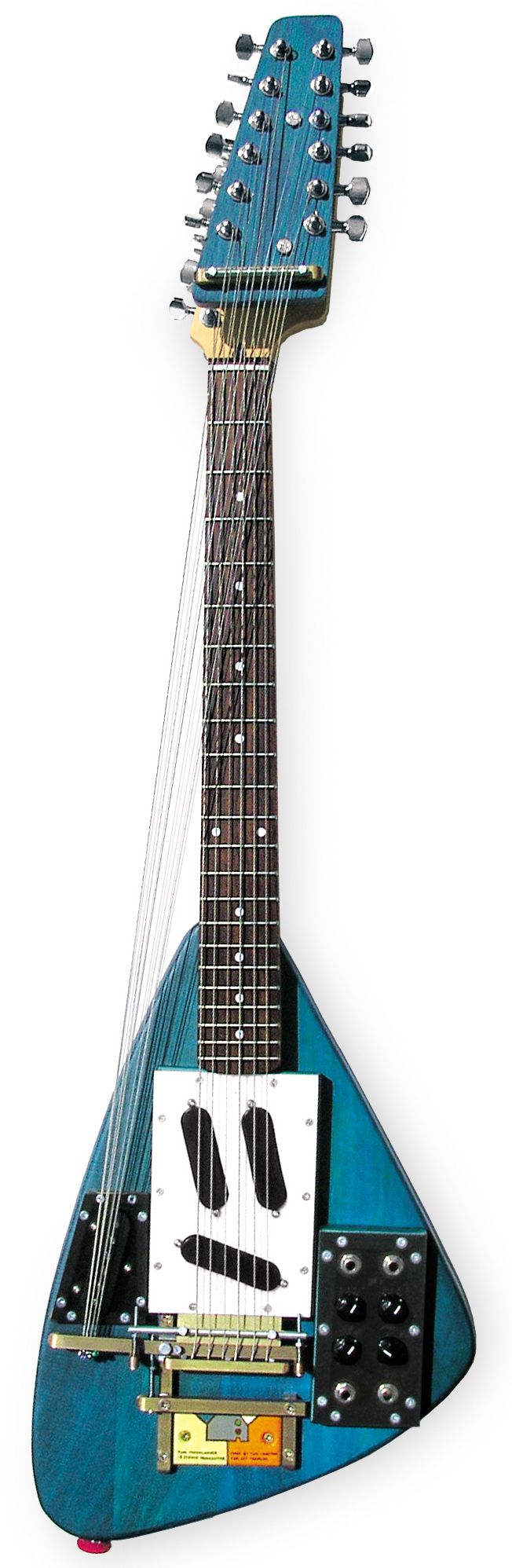
Ranaldo's Moonlander,Yuri Landman, 2007

Lee M. Ranaldo (Glen Cove, 3 de fevereiro de 1956) é um vocalista e guitarrista norteamericano, mais conhecido por atuar na banda de rock alternativo Sonic Youth. Em 1981, Ranaldo participou do álbum The Ascension de Glenn Branca, um ícone do movimento No Wave.

## Biografia
Ranaldo nasceu em Glen Cove, Long Island, Nova Iorque, e se formou na Universidade de Binghamton. Tem três filhos, Cody Ranaldo, Sage Ranaldo e Frey Ranaldo e é casado com a artista experimental Leah Singer.
Ranaldo começou sua carreira em Nova Iorque em várias bandas e juntando-se a orquestra de guitarras elétricas de Glenn Branca. Entre os registros  solo de Ranaldo destaca-se Dirty Windows, uma coleção de textos falados (spoken word) com música, Amarillo Ramp (For Robert Smithson), peças para a guitarra, e Scriptures of the Golden Eternity.
Seus vários livros cotam com a arte ou fotografia de Leah Singer, incluindo Drift, Bookstore, Road Movies, e Moroccan Journal: Jajouka excerpt (feito a partir de um livro sobre viagens ao Marrocos e música). Ranaldo também publicou Jrnls80s (pela Soft Skull Press), bem como um livro de poemas , Lengths & Breaths, com fotografias de Cynthia Connolly. Seu mais recente livro de poesia, Hello From the American Desert, foi publicada pela The Silver Wonder Press em novembro de 2007, com ilustrações (pinturas) de Curt Kirkwood. Sua obras visuais e sonoras foram mostrados em galerias e museus de Paris, Toronto, Nova York, Londres, Sydney, Los Angeles, Viena, e em outros lugares.
Ranaldo produziu álbuns de artistas como Babes in Toyland, You Am I, Magik Markers, Guns Divindade, e do grupo de art rock holandês Kleg. Editou um volume de revistas a partir da turnê de 1995 do Lollapalooza escrito por ele com Thurston Moore, Beck, Stephen Malkmus, Courtney Love, e outros.

## Discografia
- From Here to Infinity (1987)
- A Perfect Day EP (1992)
- Scriptures of the Golden Eternity (1993)
- Broken Circle / Spiral Hill EP (1994)
- East Jesus (1995)
- Clouds (1997)
- Dirty Windows (1999)
- Amarillo Ramp (For Robert Smithson) (2000)
- Outside My Window The City Is Never Silent - A Bestiary (2002)
- Text Of Light (2004)
- Maelstrom From Drift (2008)
- Countless Centuries Fled Into The Distance Like So Many Storms EP (2008)